# Vilma Bekendorf
Vilma Bekendorf (26 de julio de 1910 - 5 de junio de 2005) fue una bailarina, actriz y autora de nacionalidad alemana.

## Biografía
También conocida como Wilma Bekendorf y Wilma Reimann-Bekendorf, la artista es mencionada por vez primera en 1933 en el Deutsches Bühnen-Jahrbuch. Vivió en la Budapester Straße de Hamburgo, ciudad en la cual actuó en el Operettenhaus. 
Entre 1934 y 1939 rodó al menos 16 películas, principalmente para la Universum Film AG, habitualmente con papeles de reparto. En 1939 se casó con el escritor Hans  Reimann, abandonó su carrera artística y fue a vivir con él a Bernried, en la Alta Baviera. En 1952 la pareja se mudó a Großhansdorf, cerca de Hamburgo, y ella participó como coautora en la publicación de diferentes textos.
Vilma Bekendorf falleció en el año 2005 en Bad Pyrmont, Alemania.

## Filmografía
- 1934 : …heute abend bei mir
- 1934 : Die Finanzen des Großherzogs
- 1934 : Herr oder Diener?
- 1934 : Ferien vom Ich
- 1934 : Ich kenn' dich nicht und liebe dich
- 1934 : Alte Kameraden
- 1934 : Charleys Tante
- 1935 : Amphitryon – Aus den Wolken kommt das Glück
- 1936 : Boccaccio
- 1936 : Das häßliche Entlein (corto)
- 1936 : Es geht um mein Leben
- 1936 : Männer vor der Ehe
- 1936 : Der schüchterne Casanova
- 1936 : Smutjes Schwester
- 1937 : Die geliebte Stimme
- 1939 : Fräulein
- 1939 : Die Hundert Mark sind weg

## Libros (selección)
- Die vom Film. Ein Bummel durch die deutsche Filmwelt, wie sie sich seit 1948 anbietet. Stuttgart 1948/49.
- Alexander Lernet-Holenia: Novellen. Gauting: Bavaria-Verlag, 1948. Darin: Vilma Bekendorf-Reimann: Der Dichter Lernet-Holenia
- Hans Reimann und Kurt Wolff mit Ullstein, Otto Wallburg, Doktor Wurm (Die Schmiede), Paul Steegemann, Siegfried Jacobsohn. Privatdruck 1970